# Chauncey Street
Chauncey Street – stacja metra nowojorskiego, na linii J i Z. Znajduje się w dzielnicy Brooklyn, w Nowym Jorku i zlokalizowana jest pomiędzy stacjami Broadway Junction i Halsey Street. Została otwarta 18 lipca 1885.